# Pardeeville (Wisconsin)
Pardeeville es una villa ubicada en el condado de Columbia en el estado estadounidense de Wisconsin. En el Censo de 2010 tenía una población de 2.115 habitantes y una densidad poblacional de 359,58 personas por km².

## Geografía
Pardeeville se encuentra ubicada en las coordenadas 43°32′14″N 89°18′10″O / 43.53722, -89.30278. Según la Oficina del Censo de los Estados Unidos, Pardeeville tiene una superficie total de 5.88 km², de la cual 4.99 km² corresponden a tierra firme y (15.19%) 0.89 km² es agua.

## Demografía
Según el censo de 2010, había 2.115 personas residiendo en Pardeeville. La densidad de población era de 359,58 hab./km². De los 2.115 habitantes, Pardeeville estaba compuesto por el 97.21% blancos, el 0.28% eran afroamericanos, el 0.24% eran amerindios, el 0.9% eran asiáticos, el 0% eran isleños del Pacífico, el 0.33% eran de otras razas y el 1.04% pertenecían a dos o más razas. Del total de la población el 1.61% eran hispanos o latinos de cualquier raza.